# Mike Mainieri

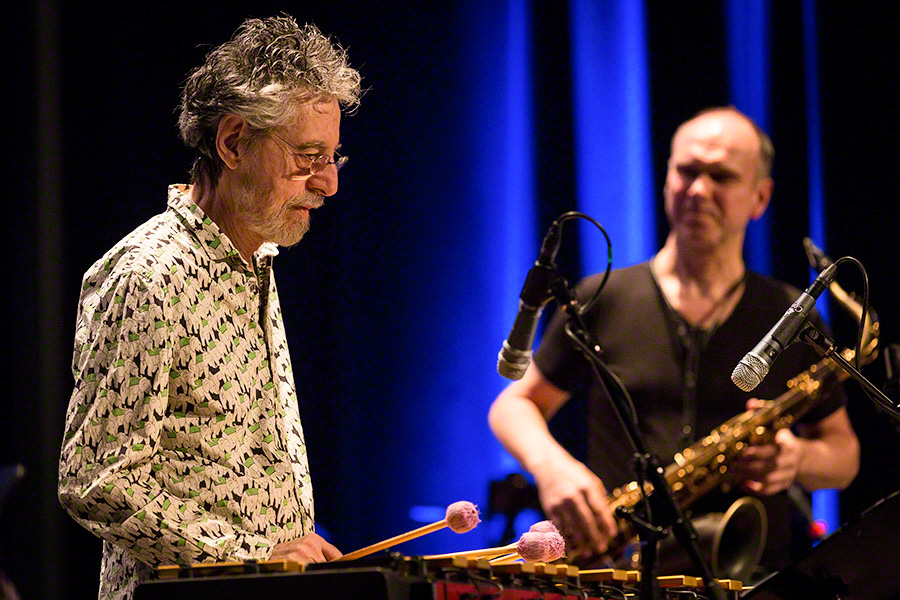
Mainieri, Oslo (2016)

Mike Mainieri (* 4. července 1938, New York) je americký jazzový vibrafonista, hudební producent a skladatel. V roce 1982 založil skupinu Steps Ahead, se kterou v následujících letech nahrál několik alb. Během své kariéry spolupracoval s mnoha dalšími hudebníky, mezi které patří například Pat Martino, Paul Simon, Urbie Green, Kenny Burrell nebo skupina Dire Straits. Od roku 1993 je jeho manželkou harfenistka a zpěvačka Dee Carstensen.